# Эстридсены
Эстридсены — династия королей Дании в 1047—1412; правителей Швеции в 1160—1161, 1389—1396; правителей Норвегии в 1387—1389; герцогов Шлезвига 1058—1326, 1330—1375; графов Фландрии 1119—1127; графов Халланда в 1216—1218, 1241—1251, 1283—1305 годы.
Во время правления этой династии Дания пережила несколько периодов как подъёма, так и кризисов. Во времена первых представителей этого рода Дания вновь пыталась завоевать Англию и другие земли (Фландрия, земли балтийских славян). В первой половине XII века внутренняя борьба Эстридсенов ослабила Данию.
При Вальдемаре I и его сыновьях Дания попыталась стать «хозяйкой Балтийского моря», но после поражения в 1223 году её роль снижается. Вторая половина XIII — начало XIV веков прошли в борьбе за влияние между различными ветвями династии Эстридсенов. Победителем в этой борьбе стал Вальдемар IV Аттердаг (последний король из этого рода), вновь усиливший Данию настолько, что во времена правления его дочери Маргариты I Датской Дания объединила скандинавские страны, заключив Кальмарскую унию.

## Предки рода
Среди предков этой династии называют несколько персонажей Торкеля Длинного (англ. Thorgil Sprakling), которого порой именуют сыном Стирбьёрна Сильного и Тиры (дочери Харальда Синезубого). Сыном Торгильса Длинного называют Ульфа. Если верить этой версии Эстридсены были потомками шведских королей.
Среди потомков Торгильса Длинного называют:
- Гита ( — 1069), сестра Ульфа. Жена Годвина Уэссекского
- Ульф ( — 1026). Муж Эстрид, сестры Кнуда Великого

- Свен II Эстридсен (1020—1074), с 1047 года король Дании. Основатель королевской линии Эстридсенов

- Бьёрн ( — 1049). Граф Восточной Мерсии с 1045 года.
- Осбьёрн ( — 1086). Ярл Дании с 1066 года.

- Маргарита Осбьёрндаттер. Жена Харальда III, короля Дании

- Эйлаф, брат Ульфа

## Эстридсены (короли Дании)
- Свен II Эстридсен (1020—1074). Сын Ульфа Торгильсона и Эстрид. Король Дании с 1047. Муж 1) Гунхильд, дочери норвежского ярла Свена Хаконсона; 2) Гиды; 3) Тюры.

- Харальд III Хен (ум. 1080). Внебрачный сын датского короля Свена II Эстридсена. Король Дании с 1076 года. Муж Маргариты Осбьёрндаттер.
- Сигрид. Дочь Свена II Эстридсена. К 1059 году — жена Готшалка (ок. 1000 — 1066).
- Кнуд IV Святой (ум. 1086). Внебрачный сын датского короля Свена II Эстридсена. Король Дании (с 1080). Женат (после 1080) на Аделаиде (1065—1115), дочери графа Роберта I Фландрского.

- Карл Добрый (ок 1084 — 1127). Сын Кнуда IV. Граф Фландрии (1119—1127).
- Сесилия (ок. 1085/86 — 1131). Дочь Кнуда IV.
- Ингерда. Дочь Кнуда IV. Жена Фулька, шведского ярла.

- Олаф I Голод (ум. 1095). Сын Свена II Эстридсена. Король Дании (с 1086). Муж Ингегерды дочери норвежского конунга Харальда III.
- Ингрид. Дочь Свейна II Эстридсена. Жена Олафа III, короля Норвегии.
- Эрик I Добрый (ум. 1103). Сын Свена II Эстридсена. Король Дании (с 1095). Муж Боэдиль Тюрготсдаттер. О потомках см. ниже.
- Свен (ок. 1053 — 1104). Сын Свена II Эстридсена.
- Хенрик (ок. 1090 — 1134). Сын Свена Свенсена. Женат на Ингрид Рагнвальдсен Шведской.

- Магнус Хенриксен (ум. 1161). Сын Генриха Свенсена. Король Швеции (с 1160).
- Рагнвальд (ум. 1161). Сын Генриха Свенсена.
- Кнуд (ум. 1162). Сын Генриха Свенсена. Герцог Ютландии (1157—1162).
- Борис (ок. 1130 — убит ок. 1167). Сын Генриха Свенсена. Муж дочери Германа II, графа Винценбург.

- Нильс (ум. 1134). Сын Свена II Эстридсена. Король Дании (с 1104). Муж 1) Маргарет, дочери Инги I короля Швеции; 2) Ульвхильд, дочери Харальда Финсона.

- Магнус Сильный (1106—1134). Сын Нильса Свенсена. Король Дании (с 1134). Женат на Рихезе Польской дочери Болеслава III.

- Кнуд V (ок. 1129 — 1157). Сын Магнуса Сильного. Король Дании (с 1146). Женат на дочери Сверкера I.

- Святой Нильс (ум. 1180). Сын Кнута Магнуссена.
- Вальдемар (ум. 1236). Сын Кнута Магнуссена. Епископ Шлезвига (1179—1192), архиепископ Бременский (1190/1208 — 1211).

### Потомки Эрика Доброго
- Кнуд Лавард (1096—1131). Сын Эрика I Доброго. Ярл Южной Ютландии (Шлезвига) с 1115 года, венедов с 1129 года. Женат на Ингебьерг (Ирине), дочери Мстислава Великого. О потомках см. ниже.
- Харальд (ум. 1135). Сын Эрика I Доброго. Муж Рагнхильд, дочери Магнуса III короля Норвегии.

- Бьёрн (ум. 1134). Сын Харальда Эриксена. Муж Катарины, дочери Инге I.

- Кирстен, дочь Бьорна жена Эрика IX Святого.

- Олаф (ум. ок. 1143). Сын Харальда Эриксена.

- Рангильда. Дочь Эрика I Доброго. Замужем за Хаконом Суннивассеном, мать Эрика III Лама (1100—1146) короля Дании с 1137 года.
- Эрик II Достопамятный (ум. 1137). Сын Эрика I Доброго. Король Дании с 1134. Муж дочери Мстислава Великого.

- Свейн III Граде (ум. 1157). Внебрачный сын Эрика II Достопамятного. Король Дании с 1152, Зеландии с 1147. Женат на Адели Веттин, дочери Конрада Великого.

- Лютгарда, дочь Свейна III Граде. Жена Бертольда II, графа Андекс.

### Потомки Кнута Лаварда
- Маргарет. Дочь датского короля Кнута Лаварда.
- Кристин. Дочь датского короля Кнута Лаварда. Жена Магнуса IV Слепого.
- Катрин. Дочь датского короля Кнута Лаварда. Жена Преслава, третьего сына Никлота.
- Вальдемар I Великий (1131—1182). Сын Кнута III Лаварда. Король Дании (с 1157). Женат на Софии Русской.

- Кристофер (ок. 1150 — 1173). Внебрачный сын Вальдемара I Великого. Герцог Шлезвига (с 1157).
- София (ок. 1159 — 1208). Дочь Вальдемара I Великого. Жена за Зигфрида III, графа фон Орламюнде (ум. 1206).
- Кнуд VI (ок. 1162 — 1202). Сын Вальдемара I Великого. Король Дании (с 1182).
- Вальдемар II Победитель (1170—1241). Сын Вальдемара I Великого. Король датский с 1202. Муж 1) Маргариты Дагмары, дочери чешского короля Пржемысла Оттокара I; 2) Беренгарии, дочери Санчо Португальского. О потомках см. ниже.
- Ингеборга (1175—1236). Дочь Вальдемара I Великого. В 1193—1194 и с 1200 замужем за Филиппом II Августом, королём Франции.
- Рикса (ум. 1220). Дочь Вальдемара I Великого. Жена Эрика X, короля Швеции.

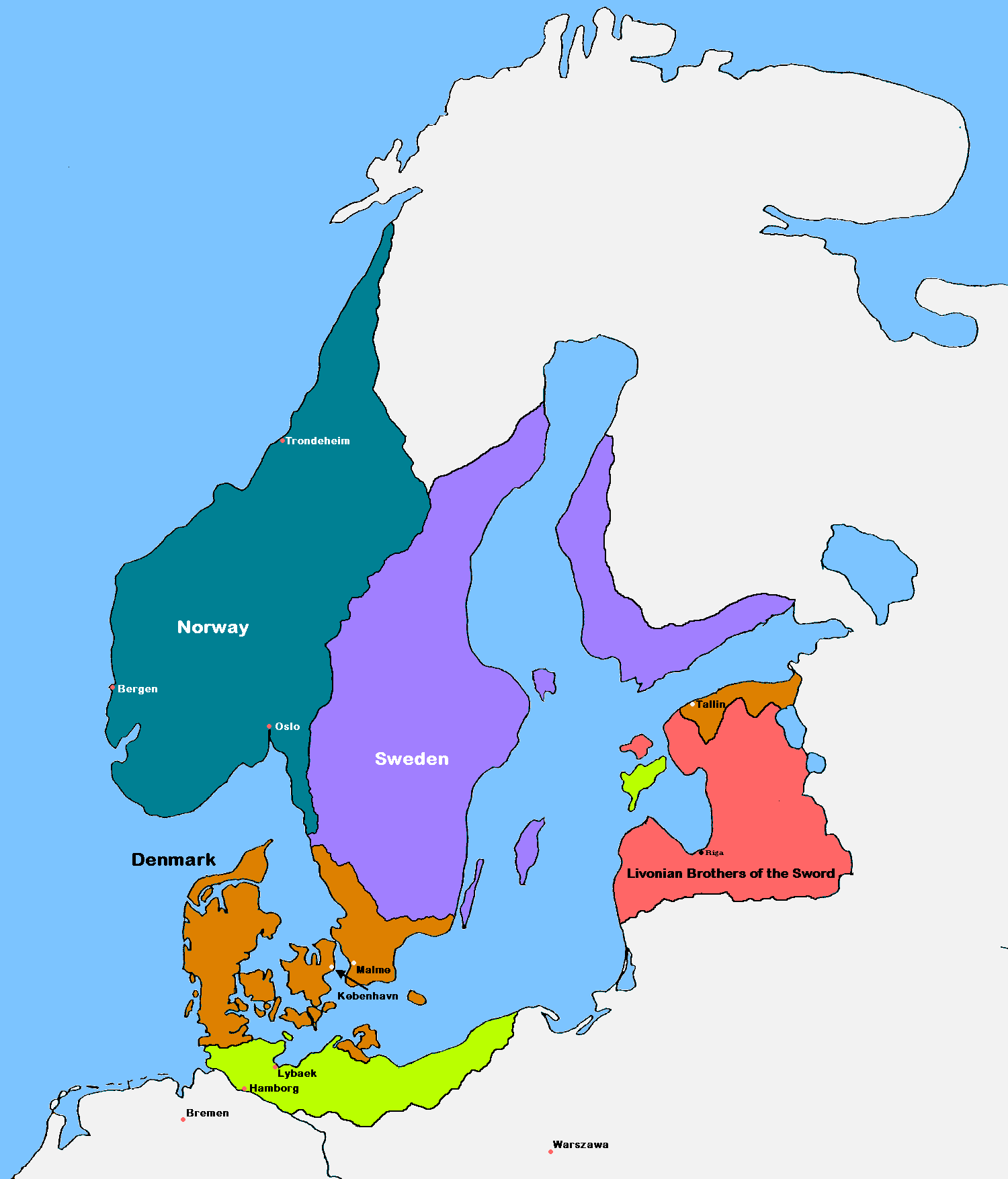
Дания при Вальдемаре II

#### Потомки Вальдемара II Победителя
- Вальдемар (III) Молодой (1209—1231). Сын Вальдемара II Победителя. Король Дании (с 1215). Муж Леоноры, дочери Альфонсо II Португальского
- Эрик IV Плужный Грош (1216—1250). Сын Вальдемара II Победителя. Король Дании (с 1241). Женат на Ютте, дочери герцога Альбрехта I Саксонского.

- София (ум. 1286). Дочь Эрика IV. Жена Вальдемара I, короля Швеции.
- Ингеборга (ок. 1244 — 1287). Дочь Эрика IV. Жена Магнуса VI, короля Норвегии.
- Ютта (ок. 1246 — ок. 1286/95). Дочь Эрика IV. Жена Вальдемара I, короля Швеции.

- София (1217—1247). Дочь Вальдемара II. С 1233/1235 года — жена Иоанна I Бранденбургского.
- Абель (1218—1252). Сын Вальдемара II Победителя. Король Дании (с 1250). Муж Мехтильды, дочери Адольфа IV Гольштейнского. О потомках см. ниже.
- Кристофер I (1219—1259). Сын Вальдемара II Победителя. Король Дании (с 1252). Муж Маргариты, дочери Самбора II Померанского. О потомках см. ниже.
- Нильс I (ум. 1218). Внебрачный сын Вальдемара II. Граф Халланд (с 1216). Муж с 1217 года Оды, дочери Гунцелина II Шверинского.

- Нильс II (ок. 1218 — 1251). Сын Нильса I. Граф Халланда (с 1241).

- Якоб (ум. 1308). Сын Нильса II. Граф Халланда (1283—1305).

- Нильс III (ум. 1314). Сын Якоба. Граф Халланда.

- Кнуд (ок. 1210 — 1260). Внебрачный сын Вальдемара II. Герцог Эстляндский (1219—1227), герцог Блекинге (с 1232). Муж Хедвиги, дочери Святополка Померанского.

- Эрик (ум. 1304). Сын Кнуда Вальдемарсена. Герцог Южной Ютландии (с 1284).
- Свантиполк (1230—1310). Сын Кнуда Вальдемарсена. Лорд Виби.

##### Потомки Абеля
- Вальдемар III (1238—1257). Сын Абеля. Герцог Южной Ютландии (Шлезвига; с 1254).
- София (1240—1284). Дочь Абеля. Жена Бернхарда I, князя Ангальт-Бернбург.
- Эрик I (ум. 1272). Сын Абеля. Герцог Шлезвига (с 1257). Муж Маргариты дочери Яромара II Рюгенского.

- Вальдемар IV (ум. 1312). Сын Эриха I Шлезвигского. Герцог Шлезвига (с 1283). Муж 1) Елизаветы, дочери Иоганна I Саксен-Лауэнбургского; 2) Анастасии дочери Николауса Шверинского.

- Эрик II (ум. 1325). Сын Вальдемара IV Шлезвигского. Герцог Шлезвига (с 1312). Муж Аделгейды, дочери Генриха I графа Гольштейн-Рендсбург.

- Вальдемар V (Вальдемар III) (1315—1364). Сын Эриха II Шлезвигского. Король Дании (1326—1329), герцог Шлезвига (1325—1326 и 1330—1364). Муж Рихарды, дочери Гунцелина V Шверинского.

- Генрих (ум. 1375). Сын Вальдемара V Шлезвигского. Герцог Шлезвига (с 1364).
- Вальдемар (ум. 1364). Сын Вальдемара V Шлезвигского.

- Хельвига (ум. 1374). Дочь Эриха II Шлезвигского. Жена Вальдемаром IV, короля Дании (см. ниже).

- Маргарита (ум. 1313). Дочь Эрика I Шлезвигского. Жена Хельмольда III, графа Шверин.
- Эрик (1272—1310). Сын герцога Эрика I Шлезвигского. Правитель Лангланда (с 1295).

- Абель (1252—1279). Сын Абеля. Муж Матильды, дочери Гунцелина III Шверинского.

- Маргарита, дочь Абеля Абельсена.

##### Потомки Кристофера I
- Эрик V Клиппинг (1249—1286). Сын Кристофера I. Король Дании (с 1259). Муж с 1273 года Агнессы, дочери Иоганна I маркграфа Бранденбургского.

- Эрик VI Менвед (1274—1319). Сын Эрика V. Король Дании (с 1286). Муж Ингеборг дочери Магнуса I Шведского.
- Кристофер II (1276—1332). Сын Эрика V. Король Дании (1320—1326 и 1329—1332). Муж Ефимии, дочери Богуслава IV Померанского.

- Маргарита (1305—1340). Дочь Кристофера II. Жена Людвига V Баварского, маркграфа Бранденбурга.
- Эрик (1307—1332). Сын Кристофера II.
- Вальдемар IV Аттердаг (1320—1375). Сын Кристофера II. Король Дании (с 1340). Муж Хельвиги, дочери герцога Эриха II Шлезвигского (см. выше).

- Ингеборга (1347—1370). Дочь Вальдемара IV. Жена Генриха III, герцога Мекленбург-Шверинского.
- Маргарита I (1353—1412). Дочь Вальдемара IV. Жена Хакона VI, короля Норвегии и Швеции. Королева Дании (1387—1396), регентша Норвегии (1388—1389), королева Швеции (1389—1396).

- Рихеза (ок. 1288 — ок. 1303/1308). Дочь Эрика V. Жена Николауса князя Верле.
- Маргарита (ум. 1341). Дочь Эрика V. Жена Биргера Магнуссона, короля Швеции.

- Матильда (ум. 1299/1300). Дочь Кристофера I. Жена с 1272 года Альберта III, маркграфа Бранденбурга.
- Маргарита (ум. 1306). Дочь Кристофера I. Жена Иоганна II, графа Гольштейн-Кильского.